# 波德斯塔宫
44°29′38.93″N 11°20′34.73″E / 44.4941472°N 11.3429806°E

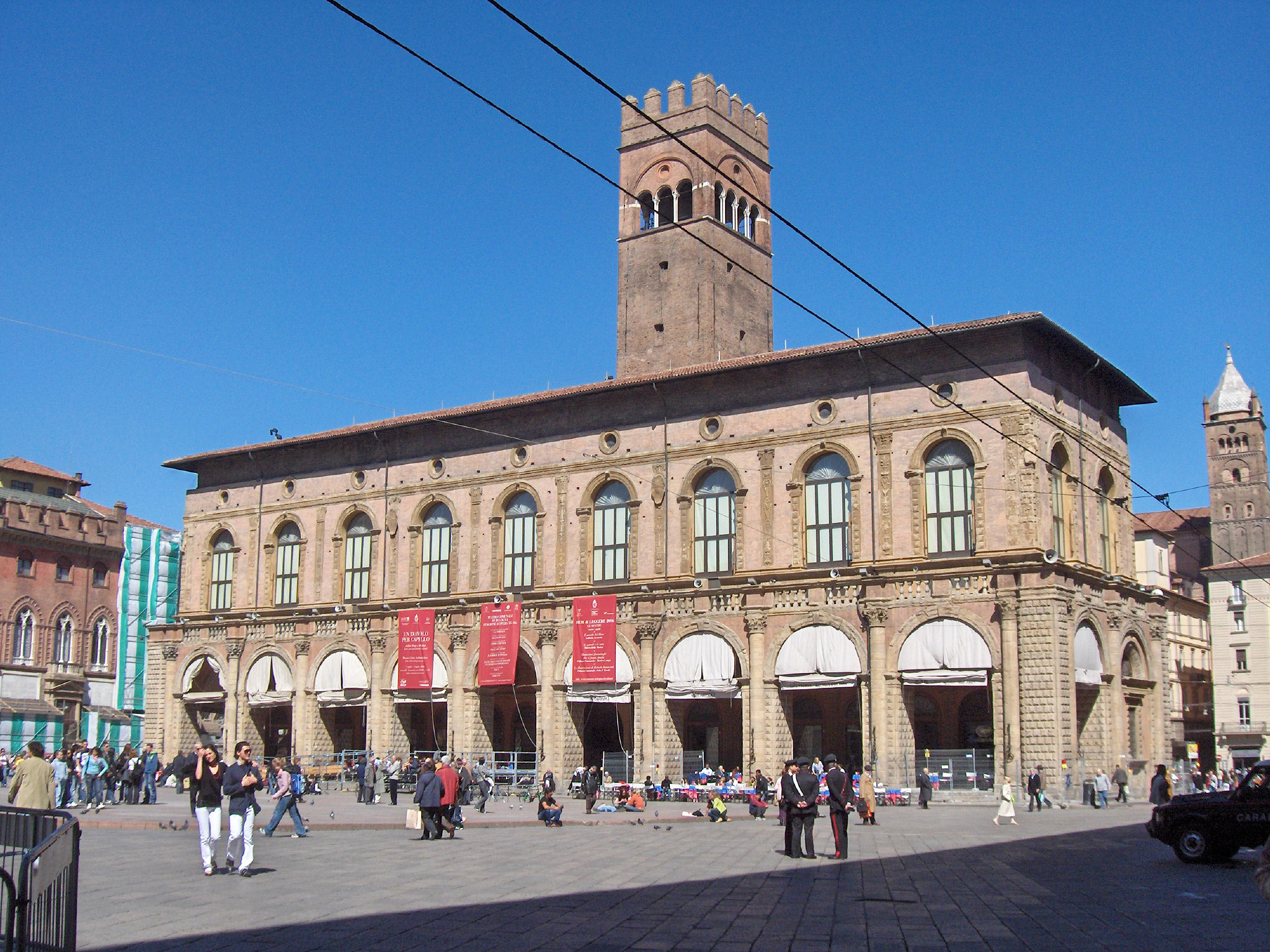
波德斯塔宫

波德斯塔宫（Palazzo del Podestà）是意大利城市博洛尼亚的一座市政建筑。它矗立在博洛尼亚主广场。
该建筑大约建于1200年，为当地市政府。near the Palazzo Comunale 面向圣白托略大殿。1245年，由于不敷应用，在一侧建起了恩佐王宫（Palazzo Re Enzo），其钟声用于在紧急情况下召集人民。
1453年，亚里士多德菲奥拉万蒂将原来的哥特式立面改建为文艺复兴风格。在下层的拱廊，1525年，安放了该市的主保圣人，圣白托略、Proculus,多明我和方济各的陶瓷雕像，全部都是阿方索·隆巴迪的作品。
在16-18世纪，该建筑曾用作剧院。